# Hobart International 2023 - Qualificazioni singolare
Le qualificazioni del singolare dell'Hobart International 2023 sono un torneo di tennis preliminare per accedere alla fase finale della manifestazione. Le vincitrici dell'ultimo turno sono entrate di diritto nel tabellone principale. In caso di ritiro di una o più giocatrici aventi diritto sono subentrati i Lucky loser, ossia le giocatrici che hanno perso nell'ultimo turno ma che avevano una classifica più alta rispetto alle altre partecipanti che avevano comunque perso nel turno finale.

## Teste di Serie
1. Nuria Párrizas Díaz (qualificata)
2. Tereza Martincová (qualificata)
3. Anna Blinkova (qualificata)
4. Tamara Korpatsch (primo turno)
5. Viktorija Golubic (primo turno)
6. Camila Osorio (ritirata)

1. Maryna Zanevs'ka (qualificata)
2. Julia Grabher (primo turno)
3. Tamara Zidanšek (qualificata)
4. Wang Xinyu (ultimo turno, lucky loser)
5. Lauren Davis (qualificata)
6. Panna Udvardy (ultimo turno)

## Qualificate
1. Nuria Párrizas Díaz
2. Tereza Martincová
3. Anna Blinkova

1. Maryna Zanevs'ka
2. Lauren Davis
3. Tamara Zidanšek

## Lucky loser
1. Wang Xinyu

## Tabellone

### Legenda
| - Q = Qualificato - WC = Wild card - LL = Lucky loser | - ALT = Alternate - SE = Special Exempt - PR = Protected Ranking | - w/o = Walkover - r = Ritirato - d = Squalificato |

### Sezione 1
|  | Primo turno | Primo turno         | Primo turno | Primo turno | Primo turno |  |  | Secondo turno | Secondo turno       | Secondo turno       | Secondo turno | Secondo turno |  |
|  |             |                     |             |             |             |  |  |               |                     |                     |               |               |  |
|  | 1           | Nuria Párrizas Díaz | 4           | 6           | 6           |  |  |               |                     |                     |               |               |  |
|  |             | Yuan Yue            | 6           | 2           | 4           |  |  | 1             | Nuria Párrizas Díaz | Nuria Párrizas Díaz | 7             | 6             |  |
|  | WC          | Lily Taylor         | Lily Taylor | 2           | 1           |  |  | 10            | Wang Xinyu          | Wang Xinyu          | 65            | 1             |  |
|  | 10          | Wang Xinyu          | Wang Xinyu  | 6           | 6           |  |  |               |                     |                     |               |               |  |

### Sezione 2
|  | Primo turno | Primo turno       | Primo turno       | Primo turno | Primo turno |  |  | Secondo turno | Secondo turno     | Secondo turno     | Secondo turno | Secondo turno |  |
|  |             |                   |                   |             |             |  |  |               |                   |                   |               |               |  |
|  | 2           | Tereza Martincová | Tereza Martincová | 6           | 6           |  |  |               |                   |                   |               |               |  |
|  | WC          | Emerson Jones     | Emerson Jones     | 3           | 2           |  |  | 2             | Tereza Martincová | Tereza Martincová | 6             | 6             |  |
|  |             | Kaja Juvan        | Kaja Juvan        | 6           | 6           |  |  |               | Kaja Juvan        | Kaja Juvan        | 0             | 2             |  |
|  | 8           | Julia Grabher     | Julia Grabher     | 1           | 2           |  |  |               |                   |                   |               |               |  |

### Sezione 3
|  | Primo turno | Primo turno     | Primo turno     | Primo turno | Primo turno |  |  | Secondo turno | Secondo turno | Secondo turno | Secondo turno | Secondo turno |  |
|  |             |                 |                 |             |             |  |  |               |               |               |               |               |  |
|  | 3           | Anna Blinkova   | Anna Blinkova   | 6           | 6           |  |  |               |               |               |               |               |  |
|  |             | Varvara Gračëva | Varvara Gračëva | 1           | 1           |  |  | 3             | Anna Blinkova | Anna Blinkova | 6             | 6             |  |
|  | WC          | Lily Fairclough | Lily Fairclough | 1           | 1           |  |  | 12            | Panna Udvardy | Panna Udvardy | 4             | 3             |  |
|  | 12          | Panna Udvardy   | Panna Udvardy   | 6           | 6           |  |  |               |               |               |               |               |  |

### Sezione 4
|  | Primo turno | Primo turno      | Primo turno      | Primo turno | Primo turno |  |  | Secondo turno | Secondo turno    | Secondo turno    | Secondo turno | Secondo turno |  |
|  |             |                  |                  |             |             |  |  |               |                  |                  |               |               |  |
|  | 4           | Tamara Korpatsch | 0                | 7           | 1           |  |  |               |                  |                  |               |               |  |
|  |             | Kristína Kučová  | 6                | 5           | 6           |  |  |               | Kristína Kučová  | Kristína Kučová  | 4             | 1             |  |
|  |             | Malene Helgø     | Malene Helgø     | 4           | 2           |  |  | 7             | Maryna Zanevs'ka | Maryna Zanevs'ka | 6             | 6             |  |
|  | 7           | Maryna Zanevs'ka | Maryna Zanevs'ka | 6           | 6           |  |  |               |                  |                  |               |               |  |

### Sezione 5
|  | Primo turno | Primo turno       | Primo turno       | Primo turno | Primo turno |  |  | Secondo turno | Secondo turno   | Secondo turno   | Secondo turno | Secondo turno |  |
|  |             |                   |                   |             |             |  |  |               |                 |                 |               |               |  |
|  | 5           | Viktorija Golubic | 3                 | 6           | 3           |  |  |               |                 |                 |               |               |  |
|  |             | Kateryna Baindl   | 6                 | 4           | 6           |  |  |               | Kateryna Baindl | Kateryna Baindl | 5             | 2             |  |
|  |             | Kamilla Rachimova | Kamilla Rachimova | 0           | 3           |  |  | 11            | Lauren Davis    | Lauren Davis    | 7             | 6             |  |
|  | 11          | Lauren Davis      | Lauren Davis      | 6           | 6           |  |  |               |                 |                 |               |               |  |

### Sezione 6
|  | Primo turno | Primo turno      | Primo turno      | Primo turno | Primo turno |  |  | Secondo turno | Secondo turno   | Secondo turno   | Secondo turno | Secondo turno |  |
|  |             |                  |                  |             |             |  |  |               |                 |                 |               |               |  |
|  | Alt         | Gergana Topalova | Gergana Topalova | 0           | 3           |  |  |               |                 |                 |               |               |  |
|  |             | Diane Parry      | Diane Parry      | 6           | 6           |  |  |               | Diane Parry     | Diane Parry     | 3             | 2             |  |
|  | WC          | Zara Larke       | Zara Larke       | 0           | 1           |  |  | 9             | Tamara Zidanšek | Tamara Zidanšek | 6             | 6             |  |
|  | 9           | Tamara Zidanšek  | Tamara Zidanšek  | 6           | 6           |  |  |               |                 |                 |               |               |  |